# 凤山镇 (凤庆县)
凤山镇是中国云南省临沧市凤庆县下辖的一个镇，为凤庆县城所在。

## 行政区划
凤山镇下辖以下地区：
龙泉社区、凤山社区、文明社区、东城社区、水箐村、安石村、董扁村、青树村、落星村、上寨村、东山村、麦地村、后山村、红塘村、象塘村、前锋村、大有村、等上村、京竹林村、金平村、平村和清水河村。